# 长塘瑶族乡
长塘瑶族乡，是中华人民共和国湖南省邵陽市洞口县下辖的一个乡镇级行政单位。

## 行政区划
长塘瑶族乡下辖以下地区：
双峰村、白龙村、长塘村、山龙村、南山村、老艾村、大公村、大湾村、实竹村和林家村。